# Оздамар, Эмине Севги
Эмине Севги Оздамар, Эздамар (нем. Emine Sevgi Özdamar, 10 августа 1946, Малатья) — немецкая актриса, театральный режиссёр и писательница турецкого происхождения.

## Биография
С детских лет играла в театре. В 1965 приехала в Германию, работала на фабрике в Берлине. В 1967—1970 училась в театральной школе в Стамбуле. С 1976 живёт в Германии. Работала помощником режиссёра в театре Фольксбюне (Восточный Берлин), была с театром в Париже и Авиньоне, затем работала в театрах Бохума и Франкфурта. Выступала в постановках Маттиаса Лангхоффа и Бенно Бессона. Сыграла несколько ролей в кино. В 1982 начала публиковать пьесы и прозу.

## Произведения
- Karagöz in Alamania (1982, драма, пост. автором во Франкфурте, 1986)
- Родной язык/ Mutterzunge (1990, рассказы; англ. пер. 1994, исп. и голл. пер. 1996)
- Keleoğlan in Alamania (1991, драма)
- Жизнь — караван-сарай с двумя дверьми, я вошла в одну и вышла в другую/ Das Leben ist eine Karawanserei, hat zwei Türen, aus einer kam ich rein, aus der anderen ging ich raus (1992, автобиогр. роман; тур. и голл. пер. 1993, норв. пер. 1995, фр. пер. 1997, греч. пер. 1999, англ. пер. 2000)
- Мост через бухту Золотой Рог/ Die Brücke vom Goldenen Horn (1998, роман; голл. пер. 1999, исп. и фр. пер. 2000, англ., пол., греч. пер. 2007)
- Der Hof im Spiegel (2001, рассказы; тур. пер. 2012)
- Seltsame Sterne starren zur Erde (2003, роман; исп. пер. 2005, тур. и дат. пер. 2012)
- Perikizi. Ein Traumspiel (2010, драма)

## Признание
Проза Оздамар переведена на многие языки. Писательница получила премии Ингеборг Бахман (1991), за роман «Жизнь — это караван-сарай…»), Адельберта фон Шамиссо (1999), Клейста (2004), Берлинскую художественную премию (2009) и др. С 2007 она — член Немецкой академии языка и поэзии.

## Публикации на русском языке
- Мост через бухту Золотой Рог/ Пер. Марины Кореневой и Михаила Рудницкого. СПб: Амфора, 2004
- Дорогой Бессон// Минуя границы: Писатели из Восточной и Западной Германии вспоминают. М.: Текст, 2009, с.130-141